# سن-موریس-دو-گوردان
سن-موریس-دو-گوردان (به فرانسوی: Saint-Maurice-de-Gourdans) یک کمون در فرانسه است که در canton of Meximieux واقع شده‌است.

## خصوصیات
سن-موریس-دو-گوردان ۲۵٫۴ کیلومترمربع مساحت و ۲٬۴۰۴ نفر جمعیت دارد و ۲۰۴ متر بالاتر از سطح دریا واقع شده‌است.